# Solanin
Solanin (ソラニン?, Soranin) è un manga seinen scritto e disegnato da Inio Asano. È stato serializzato dal 2005 al 2006 sulla rivista Weekly Young Sunday della Shōgakukan ed in seguito raccolto in due volumi tankōbon.
Ne è stata tratta una pellicola cinematografica live action diretta da Takahiro Miki ed uscita in Giappone nel 2010. Nello stesso anno la band rock Asian Kung-Fu Generation ha pubblicato un singolo con lo stesso titolo del manga ed il testo scritto da Asano.

## Trama
Meiko e Taneda si sono laureati oramai da due anni, senza però ancora aver alcun obiettivo serio o direzione reale da prendere nella vita; entrano pertanto nella società un po' ad occhi chiusi. Meiko comincia a far l'impiegata per potersi pagare l'affitto dell'appartamento, mentre Taneda lavora come illustratore in una compagnia giornalistica, guadagnando appena il necessario per potersi prender carico in parte anche della compagna.
Taneda s'incontra spesso con i propri compagni di band dei giorni del college, ma sente che qualcosa continua a mancargli: gli amici capiscono presto chiaramente di cosa si tratta. Hanno bisogno di uscire, farsi conoscere e lasciare che le proprie canzoni vengano ascoltate da un pubblico più vasto; questo è sempre stato il loro sogno, fin dal primo incontro avvento al club di musica pop della scuola.
Entrambi abbastanza infelici per il ritmo delle loro normalissime esistenze da post laureati, le cose cominciano improvvisamente a cambiare quando vengono prese due importanti decisioni: Meiko decide difatti di abbandonare il lavoro che non la soddisfa minimamente, mentre Taneda sceglie di dedicar sempre più tempo per scrivere la sua prima vera canzone.
Dopo aver così rotto radicalmente con le loro vecchie abitudini, ora si ritrovano incerti sulla direzione che la loro vita prenderà; lentamente ma inesorabilmente Meiko e Taneda giungono ad abbracciare insieme il loro imprevedibile futuro, ma una tragedia inaspettata si verifica, cambiando ancora una volta le loro vite e quelle dei loro amici per sempre.

## Media

### Manga
Il manga, scritto e illustrato da Inio Asano, è uscito in due volumi in formato tankōbon, pubblicati in Giappone a dicembre 2005 e a maggio 2006. Dopo dieci anni dall'uscita, nel 2017 è stata pubblicata una nuova edizione in un unico volume e con un capitolo finale aggiuntivo, ambientato per l'appunto dieci anni dopo le vicende del manga.
| 1 | 5 dicembre 2005  | ISBN 978-4-091-53321-0 | 17 ottobre 2010  | — |
| 1 | Capitoli - 1-14  |                        |                  |   |
| 2 | 2 maggio 2006    | ISBN 978-4-091-89736-7 | 12 dicembre 2010 | — |
| 2 | Capitoli - 15-28 |                        |                  |   |

| Titolo italiano Giapponese 「Kanji」 - Rōmaji                     | Data di prima pubblicazione            | Data di prima pubblicazione             |
| Titolo italiano Giapponese 「Kanji」 - Rōmaji                     | Giapponese                             | Italiano                                |
| Solanin Complete Edition 「ソラニン 新装版」 - Soranin shinsō-ban | 20 ottobre 2017 ISBN 978-4-091-51076-1 | 12 dicembre 2019 ISBN 978-88-912-9020-5 |
| Capitoli - 1-29                                                   |                                        |                                         |

### Cast del film
- Aoi Miyazaki - Meiko Inoue
- Kengo Kōra - Naruo Taneda
- Kenta Kiritani - Jiro "Billy" Yamada
- Yōichi Kondō - Kenichi Kato
- Ayumi Itō - Ai Kotani
- Arata Iura - Ryutaro Saeki
- Kento Nagayama - Ohashi
- Sayuri Iwata - Ritsuko Madoka
- Jun Miho - madre di Meiko
- Kazuo Kaitsu - padre di Naruo
- Takafumi Maeuchi